# Mleczaj szaroplamisty

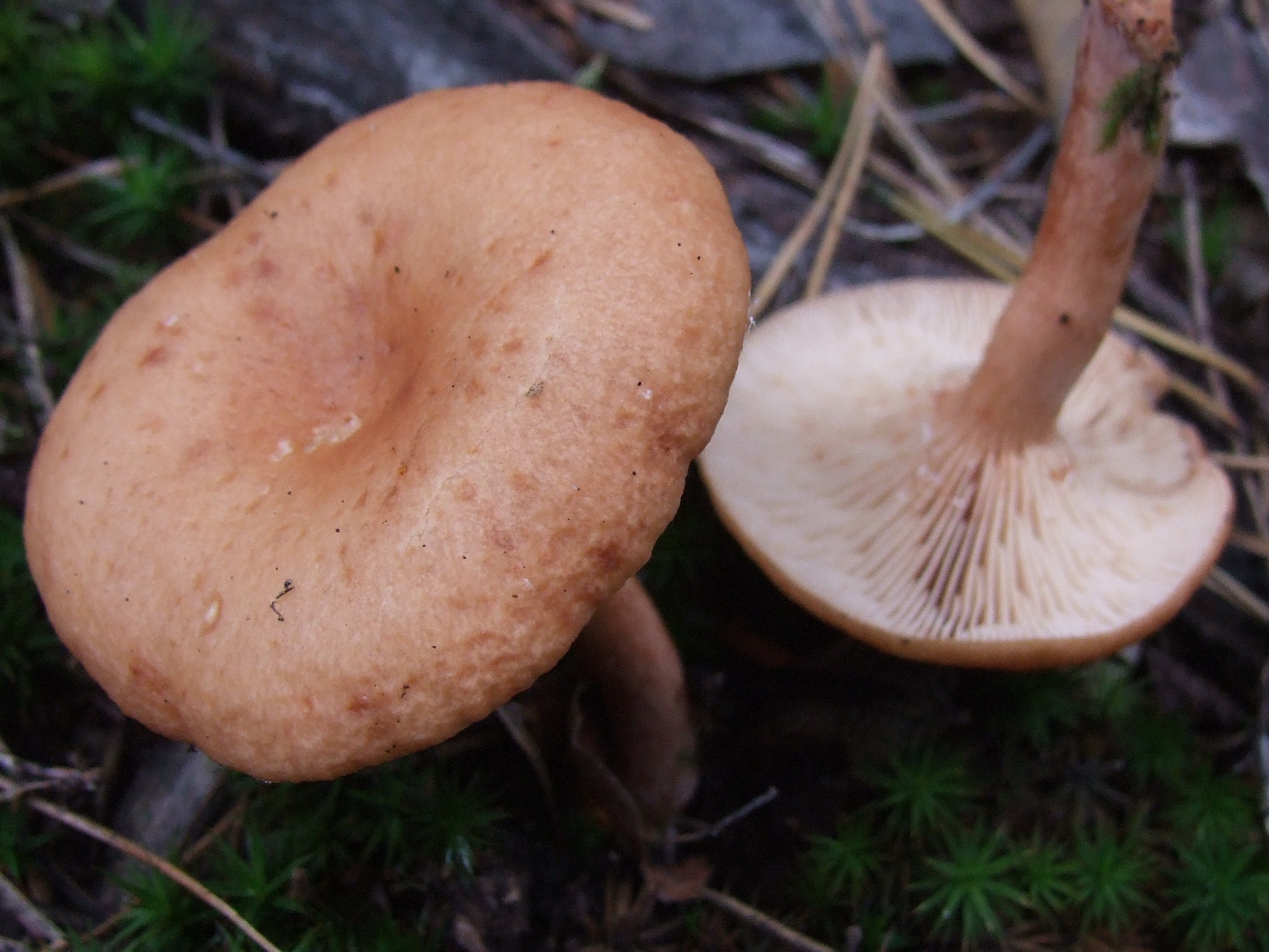

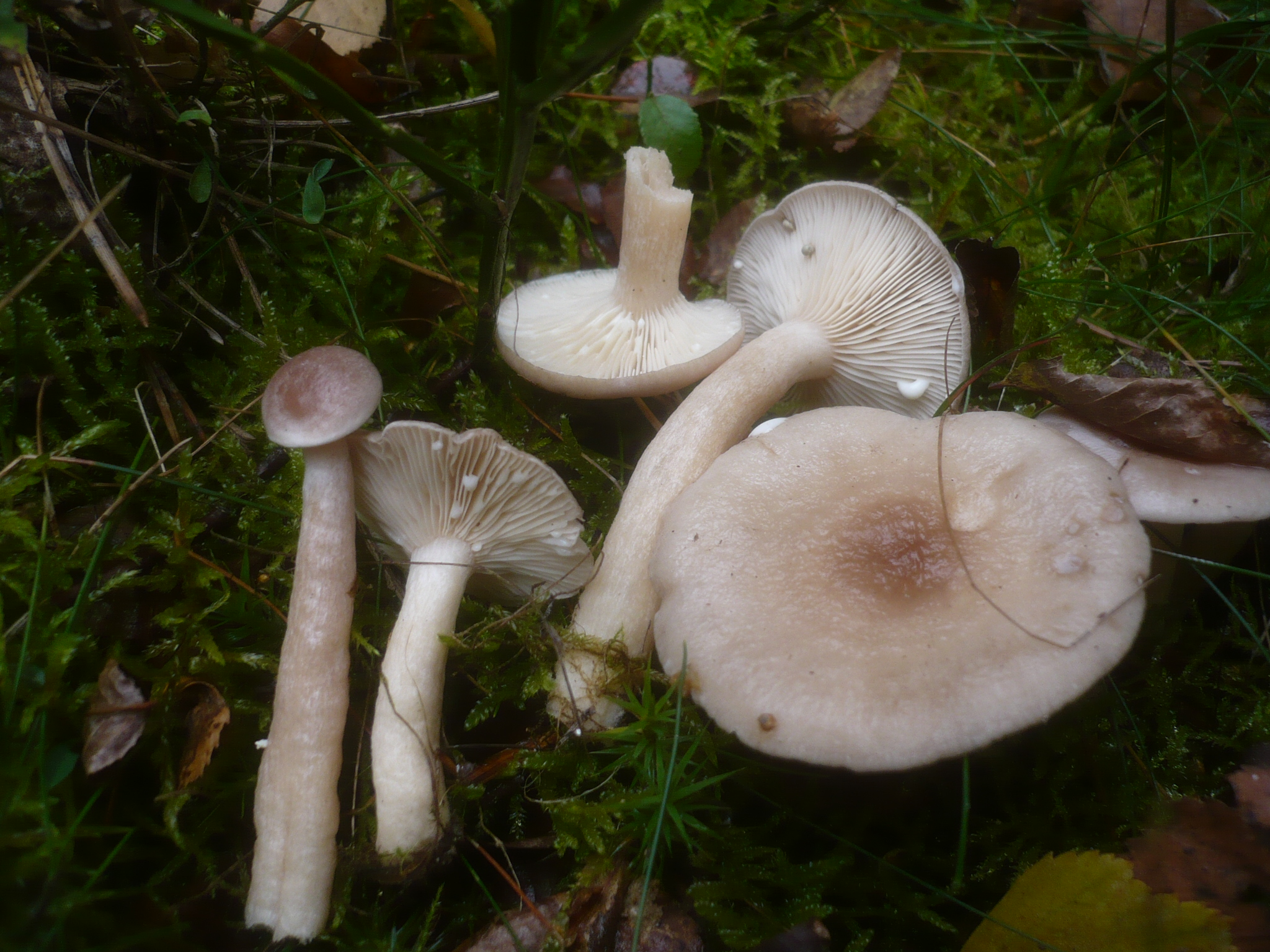

Mleczaj szaroplamisty (Lactarius vietus Fr.) – gatunek grzybów należący do rodziny gołąbkowatych (Russulaceae).

## Systematyka i nazewnictwo
Pozycja w klasyfikacji według Index Fungorum: Lactarius, Russulaceae, Russulales, Incertae sedis, Agaricomycetes, Agaricomycotina, Basidiomycota, Fungi.
Po raz pierwszy opisał go Elias Fries w 1838 r. i nadana przez niego nazwa naukowa jest ważna. Niektóre synonimy:

- Agaricus vietus Fr. 1821
- Galorrheus vietus (Fr.) P. Kumm. 1871
- Lactarius paludestris Britzelm. 1894
- Lactarius vietus var. paludestris (Britzelm.) Killerm. 1933
- Lactarius vietus (Fr.) Fr. 1838 var. Vietus
- Lactifluus paludestris (Britzelm.) Kuntze 1898
- Lactifluus vietus (Fr.) Kuntze 1891

Nazwę polską zaproponował Władysław Wojewoda w 2003 r. W polskim piśmiennictwie mykologicznym gatunek ten opisywany był też pod nazwami: mleczaj więdnący i mleczaj chmurny.

## Morfologia
Kapelusz
Średnica 3–8 (10) cm, kształt u młodych owocników wypukły, potem płaski, w końcu wgłębiony – u starszych owocników jest płytko wklęsły z małym garbkiem. Brzeg początkowo podgięty, później rozprostowany o drobnofalistym brzegu. Po namoknięciu wodą prześwitują blaszki. Jest jasno ubarwiony; w środku ma barwę od jasnofioletowo-szaro brązowawej do mięsnofioletowej, na obrzeżach jest cielisto szary z liliowym odcieniem. Powierzchnia początkowo białawo omszona, później gładka. Podczas wilgotnej pogody śluzowata i lepka, wówczas można skórkę zedrzeć, ale tylko z brzegu kapelusza. Podczas suchej pogody jest słabo połyskująca, i wówczas widoczne mogą być na niej 1-3 pręgi lub tylko plamy.
Blaszki
Barwy białawej lub cielistej, u dojrzałych owocników cielistoochrowe.
Trzon
Wysokość 3–8 cm, grubość 0,4–1,2 cm, walcowaty, prosty lub wygięty, początkowo pełny, później watowaty. Powierzchnia biaława lub o jasnej barwie – od liliowoszarej do ochrowoszarej, gładka, czasami tylko występują w niej płytkie jamiki.
Miąższ
Cienki i elastyczny, początkowo białawy, później cielistoszary. Ma bardzo ostry smak i słaby, nieokreślony zapach.
Mleczko
Początkowo wypływa obficie. Jest białe, ale podczas wysychania zmienia kolor; jego wysychające na blaszkach kropelki stają się szarobrązowe i pozostawiają na blaszkach czarne plami.
Cechy mikroskopowe
Wysyp zarodników kremowy. Zarodniki elipsoidalne o rozmiarach 8–9,5 × 6,5–7,5 μm. Na powierzchni posiadają brodawki połączone siateczką. Podstawki mają rozmiar 36–40 × 8–10 μm. Wrzecionowate cystydy występują głównie na ostrzu blaszek, na ich bokach rzadziej.
Gatunki podobne
Mleczaja szaroplamistego można pomylić z niejadalnym mleczajem kokosowym (Lactarius glyciosmus), który ma zapach wiórków kokosowych. Porównaj również z niejadalnym mleczajem sutkowatym (Lactarius mammosus).

## Występowanie i siedlisko
Występuje na całej półkuli północnej. W Europie jest szeroko rozprzestrzeniony. W Polsce nie jest rzadki. W piśmiennictwie mykologicznym podany na licznych stanowiskach na terenie całego kraju.
Grzyb mykoryzowy. Rośnie na ziemi w lasach liściastych i mieszanych, na torfowiskach, w obecności brzóz, na kwaśnych glebach torfowych. Owocniki wytwarza (w Europie) od lipca do października.

## Znaczenie
Owocniki Lactarius vietus wskutek ostrego smaku często opisywane są jako „niejadalne”. W stanie surowym zawierają one substancje które mogą powodować nudności, wymioty lub biegunkę, jednak po odpowiednim przyrządzeniu można je spożywać. Zaleca się w tym celu ich solenie, kiszenie lub marynowanie po uprzednim kilkukrotnym namoczeniu w wodzie i obgotowaniu, lub jedynie dłuższym gotowaniu. Takie przygotowanie owocników pozbawia je także ostrego smaku.